# Н’Дрин, Селестин
Селестин Н’Дрин — ивуарийская бегунья на короткие и средние дистанции, бронзовый призёр Всеафриканских игр 1978 года в беге на 800 метров, многократный призёр чемпионатов Африки на дистанциях 400 и 800 метров.
На Олимпийских играх 1976 года была самой юной легкоатлеткой: на момент выступления в беге на 800 метров ей было 13 лет и 4 дня. За время спортивной карьеры приняла участие в соревнованиях на трёх Олимпиадах, однако никогда не проходила дальше четвертьфиналов.
Является первой женщиной Кот-д’Ивуара, которая выступила на Олимпийских играх.
В настоящее время владеет национальными рекордами на дистанциях 400 метров — 52,04 и 800 метров — 2.02,99.